# Kronshagen
Kronshagen er en kommune i Kreis Rendsborg-Egernførde i Slesvig-Holsten i den vestlige udkant af Kiel , omkring seks kilometer fra byens centrum. Kommunen er den næstmeste befolkede kommune i Slesvig-Holsten efter Elmshorn og ligger på 31. pladsen på listen over tyske kommuner, sorteret efter befolkningstæthed.
I begyndelsen af det 20. århundrede var landsbyen Kronshagen et af de mange selvstændige samfund i udkanten af Kiel. Som eksempler kan nævnes de tidligere kommuner Russee, Suchsdorf, Hasseldieksdamm, Projensdorf, Wik og Hassee, som alle også tilhørte den gamle bydel Kronshagen. Alle disse tidligere landsbyer er nu distrikter i Kiel. Kronshagen er forblevet selvstændig og er vokset til et samfund i udkanten af Kiel med omkring 12.000 indbyggere.

## Historie
Godset Kronshagen blev første gang nævnt den 23. marts 1271. Indtil 1452 tilhørte alle landsbyer på Kronshagen-godset Heiligengewar-klosteret i Kiel. Administrationen af besiddelserne var i hænderne på borgmesteren og rådet i byen Kiel.
1572 blev bylandsbyerne i pagt overgivet til Adolf af Slesvig-Holsten-Gottorp, og de forenede sig til Meierhof Kronshagen.
Efter lange skænderier mellem byen Kiel og hertughuset om de såkaldte bylandsbyer blev den strid, der brød ud igen efter Trediveårskrigen, løst ved permutationskontrakten af 12. december 1667. Med permutationkontrakten tvinger hertug Christian Albrecht af Slesvig-Holsten-Gottorp byen Kiel til at afstå alle dens landsbyer. Som kompensation for i alt 4000 ha blev byen Kiel tildelt 1000 reichstaler årligt. Disse betalinger fortsætter den dag i dag. For 2016 var der budgetteret med 1900 euro hertil på statsbudgettet.
Straks efter indgåelsen af permutationskontrakten gav hertug Christian Albrecht hertughuset i Kronshagen adelige rettigheder og udvidede det. Frem til 1760 skiftede godset ejere flere gange, men blev efter en langvarig proces givet tilbage til gottorperne, dog mod et depositum på 75.000 reichstaler.
1768 afsluttedes forberedelserne til at udstykke Kronshagen gods og indrette det til kontor. Godsets gårdhave blev opdelt i 31 parceller og elleve mindre områder og solgt eller udlejet. Landsbyerne Kopperpahl, Kronshagen og Hasseldieksdamm, som blev anlagt i 1500-tallet.
1895 havde Kronshagen 431 indbtggere. Under indflydelse af den hurtigt voksende kejserlige krigshavn i Kiel begyndte en livlig byggeaktivitet ved århundredeskiftet i Kronshagen. I bydelen Kopperpahl blev der bygget adskillige lejlighedskomplekser i flere etager i Eckernförder Chaussee. I Kronshagen begyndte udvidelsen af Kronshagener Weg mellem restauranten Königstein og jernbaneoverskæringen. Kronshagen station blev åbnet i 1906 og nedlagt den 30. maj 1981 og blev genåbnet den 14. december 2014.
1912 fik Kronshagen sin første skole. Brødrene Grimm Skole med gymnastiksal blev bygget. Oprindeligt blev der oprettet en grundskole og gymnasium her. I dag bruges den kun som folkeskole.
1914 , med begyndelsen af 1. verdenskrig, ophørte byggeaktiviteten i Kronshagen foreløbig. Da Kiel igen blev sæde for flåden efter 1. verdenskrig i 1930'erne, begyndte den omfattende byggeaktivitet igen. Mellem 1935 og 1939 voksede befolkningen i Kronshagen fra 2463 til 3503.
Under 2. verdenskrig blev Kronshagen stort set skånet for bomber og ødelæggelser.
1952 havde Kronshagen 6.962 indbyggere og fortsatte med at vokse.
54°20′00″N 10°05′00″Ø / 54.3333°N 10.0833°Ø